# Katherine Helen Guanipa Miranda
Katherine Helen Guanipa Miranda (6 de agosto) es una personalidad política del Partido Socialista Unido de Venezuela (PSUV), alcaldesa de la Alcaldía del Municipio Juan Germán Roscio Nieves de San Juan de los Morros, estado Guárico, Venezuela. Criada en la comunidad de El Guafal, de ese municipio. Es Médico Integral Comunitaria, estudiante de psiquiatría y asambleísta en la Asamblea Nacional.

## Reseña biográfica
Desarrolló su infancia en El Guafal, de ese municipio. Su mamá es una mujer luchadora, fundadora de la revolución en el municipio Roscio. Desde joven comenzó con la dirigencia estudiantil en el liceo industrial Pedro Zaraza.
Desde los 15 años hacía trabajo social en su comunidad y se graduó como Técnico Medio en Química Industrial. Un periódico local reseña: "Una de las artífices del proyecto, Katerine Guanipa, del Comité Ambiental de El Guafal, señaló que la motivación principal para realizar la actividad vino del grupo de jóvenes preocupados por cambiar el aspecto de su comunidad, sumándose las demás comités. 'Tenemos un proyecto de reforestación y después de que se haga este proyecto vamos a ambientar el de la plaza con la ayuda de los jóvenes de aquí, queremos a la comunidad bonita y la gente aquí no colabora, no hay sentido de pertenencia, por lo que nos vimos obligados a pedir ayuda a la alcaldía.'"
Actualmente residenciada en San Juan de los Morros, es Médico Integral Comunitaria en San Juan de los Morros en las Áreas de Salud (Asic) Che Guevara.  Realizó una pasantía en el Centro Diagnóstico Integral Tulio Pineda. Estudiante de psiquiatría y está próxima a recibir su título en el Hospital Vargas de Caracas.
Fue Concejal del municipio Roscio, Directora de la Clínica del Deporte del estado Guárico (ASOMECID), Autoridad Única de Comunas en el estado Guárico.
Diputada a la Asamblea Nacional.[cita requerida]
En las elecciones del 27 de julio de 2025, participó en contienda electoral por la alcaldía de Juan Germán Roscio y gana contra Rafael Adrián Funes Flores, político con experiencia municipal que ha ocupado cargo de concejal en dos periodos. Además, ha ostentado puestos como secretario de despacho y director de desarrollo social en gestiones de alcaldes de oposición.
Se autopercibe: “como una joven que se ha desarrollado, ha crecido de las luchas de este municipio”.

## Cargos
- Asamblea Nacional de Venezuela:
  - Comisión Permanente de Desarrollo de las Comunas
  - Grupo de Amistad Parlamentaria Venezuela-Cuba
  - Grupo de Amistad se Parlamentaria Venezuela-Níger
  - Grupo de Amistad se Parlamentaria Venezuela - Guinea-Bissáu
  - Grupo de Amistad Parlamentaria Venezuela-Bolivia
- Directora de la Clínica del deporte
- Directora Estadal en Guárico para el Ministerio del Poder Popular para las Comunas y los Movimientos Sociales.[7]